# Corybas striatus
Corybas striatus är en orkidéart som först beskrevs av Rudolf Schlechter, och fick sitt nu gällande namn av Rudolf Schlechter. Corybas striatus ingår i släktet Corybas, och familjen orkidéer. Inga underarter finns listade i Catalogue of Life.